# 박동근 (역도 선수)
박동근(1944년 11월 27일~)은 조선민주주의인민공화국의 역도 선수이다. 1972년 하계 올림픽에 조선민주주의인민공화국 대표 선수로 참가했다.